# Post-scriptum aux Miettes philosophiques
 (mars 2011).
Si vous disposez d'ouvrages ou d'articles de référence ou si vous connaissez des sites web de qualité traitant du thème abordé ici, merci de compléter l'article en donnant les références utiles à sa vérifiabilité et en les liant à la section « Notes et références ».
Le Post-scriptum aux miettes philosophiques, en entier Post-scriptum définitif et non scientifique aux Miettes philosophiques (titre danois : Afsluttende uvidenskabelig Efterskrift til de philosophiske Smuler) est une des œuvres majeures du philosophe danois Søren Kierkegaard. L'œuvre est une violente attaque à l'encontre de l’hégélianisme, la philosophie de G. W. F. Hegel. L'œuvre tient aussi sa célébrité par la phrase qui la dicte tout entière : « La subjectivité est vérité ». 

## Contrastes dans l'œuvre
| Objectivité | Subjectivité |
| --- | --- |
| La vérité objective est celle qui se rapporte à des propositions, qui n'a aucun rapport avec l'existence du sujet connaissant. Histoire, science et philosophie spéculative se rapportent toutes à la connaissance objective. | La vérité subjective, vérité essentielle ou éthico-religieuse. Elle n'est pas construite de propositions ou de perceptions relatives au monde extérieur, mais d'introspection et, en particulier, de la relation à Dieu. |
| La communication directe consiste en des déclarations qui peuvent être communiquées et comprises. La connaissance objective peut être communiquée directement.                                                                | La communication indirecte exige l'appropriation de la part du récepteur du communiqué. Le récepteur doit avoir vécu la chose communiquée et non seulement l'avoir entendue...                                           |